# اتحاد تشيلي لكرة القدم

الشعار السابق للاتحاد

تأسس اتحاد تشيلي لكرة القدم في عام 1895م وانضم إلى الإتحاد الدولي لكرة القدم في 1913م وإنضم إلى اتحاد أمريكا الجنوبية لكرة القدم في 1916م.

## روابط إضافية
- Official site